# Охна
Охна (лат. Ochna) — род древесных растений семейства Охновые (Ochnaceae) порядка Мальпигиецветные (Malpighiales), типовой род этого семейства. Около 80 видов растений из тропиков и субтропиков Африки и Азии. Некоторые виды культивируются как декоративные растения.
Охна близка к уратее (Ouratea); общим отличием этих двух родов является отсутствие эндосперма в семенах. Охна и Уратея, а также ещё несколько более мелких родов, образуют трибу собственно охновых (Ochneae). Одним из отличий этих двух родов является число тычинок: у представителей Ouratea их десять, у представителей Ochna — больше десяти.

## Распространение
Ареал рода охватывает тропические и субтропические регионы Африки (южная и центральная части континента, а также Мадагаскар) и Азии (Саудовская Аравия, Йемен, а также страны от Индии на западе до Китая на востоке). Некоторые виды как заносные растения встречаются на Гавайях, во Флориде (США), Тринидаде и Тобаго, на Острове Норфолк, Островах Общества.

## Биологическое описание
Представители рода — невысокие вечнозелёные и листопадные деревья, кустарники и кустарнички. Листья — с черешками и мелкими опадающими прилистниками, развивающимися в сросшемся виде между черешком и стеблем. Листовая пластинка простая, её край обычно пильчатый, но у некоторых видов цельный. Вторичные жилки изогнуты к верхушке листа, особенно у края, не соединяясь с той жилкой, которая тянется вдоль границы листа.

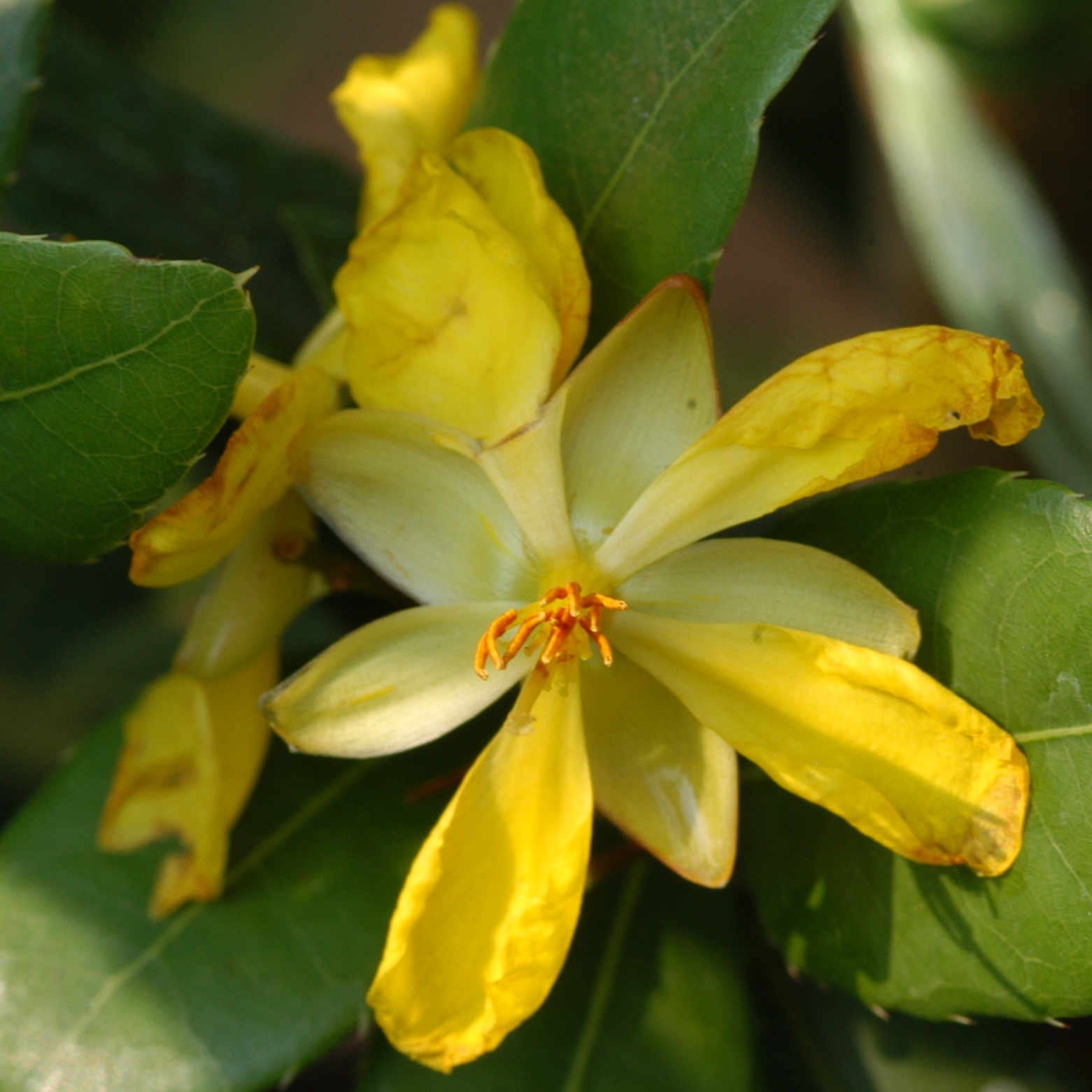
Ochna kirkii, цветок крупным планом; видны пять чашелистиков и, над ними, пять лепестков

Цветки похожи на цветки зверобоя (Hypericum), собраны в соцветия разного типа (разветвлённые, иногда щитковидные; у некоторых видов соцветия редуцированы до единственного цветка). Чашечка — из пяти (иногда из четырёх) чашелистиков с цельными краями, у многих видов чашелистики срастаются; чашечка полностью окружает цветочную почку, остаётся при плодах, при этом ко времени плодоношения становится ярко окрашенной. Венчик обычно состоит из пяти опадающих лепестков (у некоторых видов бывает до 12 лепестков), чаще всего имеющих жёлтую окраску (встречаются также виды с оранжевым и белым венчиком); лепестки у многих видов имеют коготкообразные придатки. Тычинки свободные, обычно в количестве 20 и более (но есть виды с 14 тычинками), расположены в двух или большем числе кругов; тычиночные нити в зависимости от вида могут как короткими, так и длинными, после окончания цветения сохраняются. Пыльники вкрываются порицидно (то есть посредством образования отверстий) либо, намного реже, путём образования продольных трещин. Завязь разделена на хорошо выраженные доли, содержит от 3 до 15 гнёзд, в каждом из которых находится единственный семязачаток; рыльце обычно слегка лопастное.
Плод — односеменная костянка чёрного цвета. Ось цветка удлинена, после окончания цветения она утолщается; плоды созревают, будучи прикреплёнными к цветоложу, увеличившемуся в размерах; в одном цветке образуется от 3 до 10 (иногда — до 15) плодов. Семена — различной формы, без эндосперма; зародыш может быть как прямым, так и изогнутым.

## Синонимы
В синонимику рода входят следующие названия:
Гомотипные синонимы
- Jabotapita Adans. (1763), nom. superfl.

Гетеротипные синонимы
- Biramella Tiegh. (1903)
- Campylochnella Tiegh.(1902)
- Diporidium H.L.Wendl.(1825)
- Diporochna Tiegh.(1902)
- Discladium Tiegh.(1902)
- Heteroporidium Tiegh.(1902)
- Monoporidium Tiegh.(1902)
- Ochnella Tiegh. (1902)
- Pentochna Tiegh. (1907)
- Philomeda Noronha ex Thouars (1806)
- Pleodiporochna Tiegh. (1903)
- Pleopetalum Tiegh. (1903)
- Polyochnella Tiegh. (1902)
- Polythecium Tiegh. (1902), nom. illeg.
- Porochna Tiegh. (1902)
- Proboscella Tiegh. (1903)

## Виды

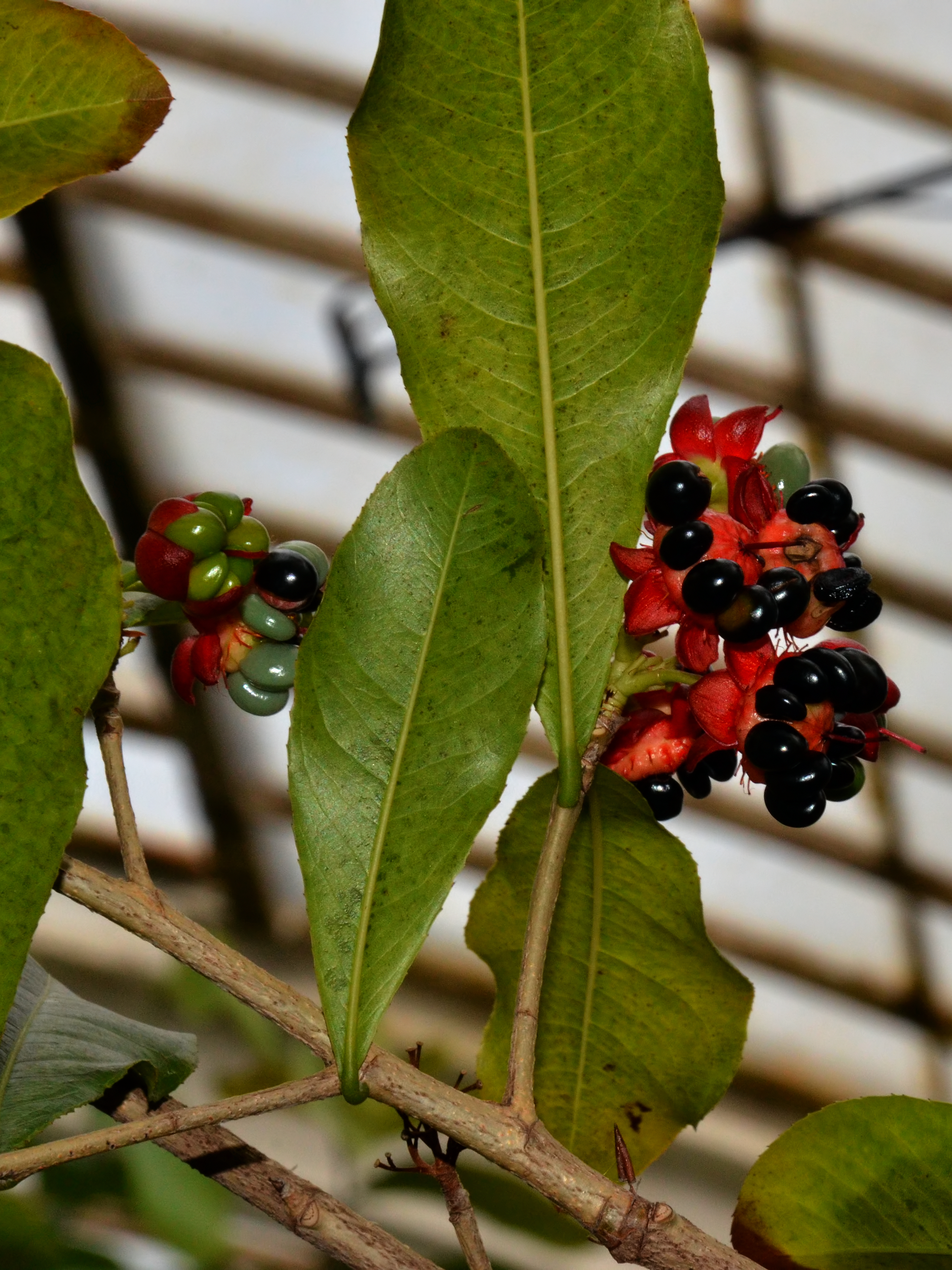
Ochna atropurpurea, листья и плоды

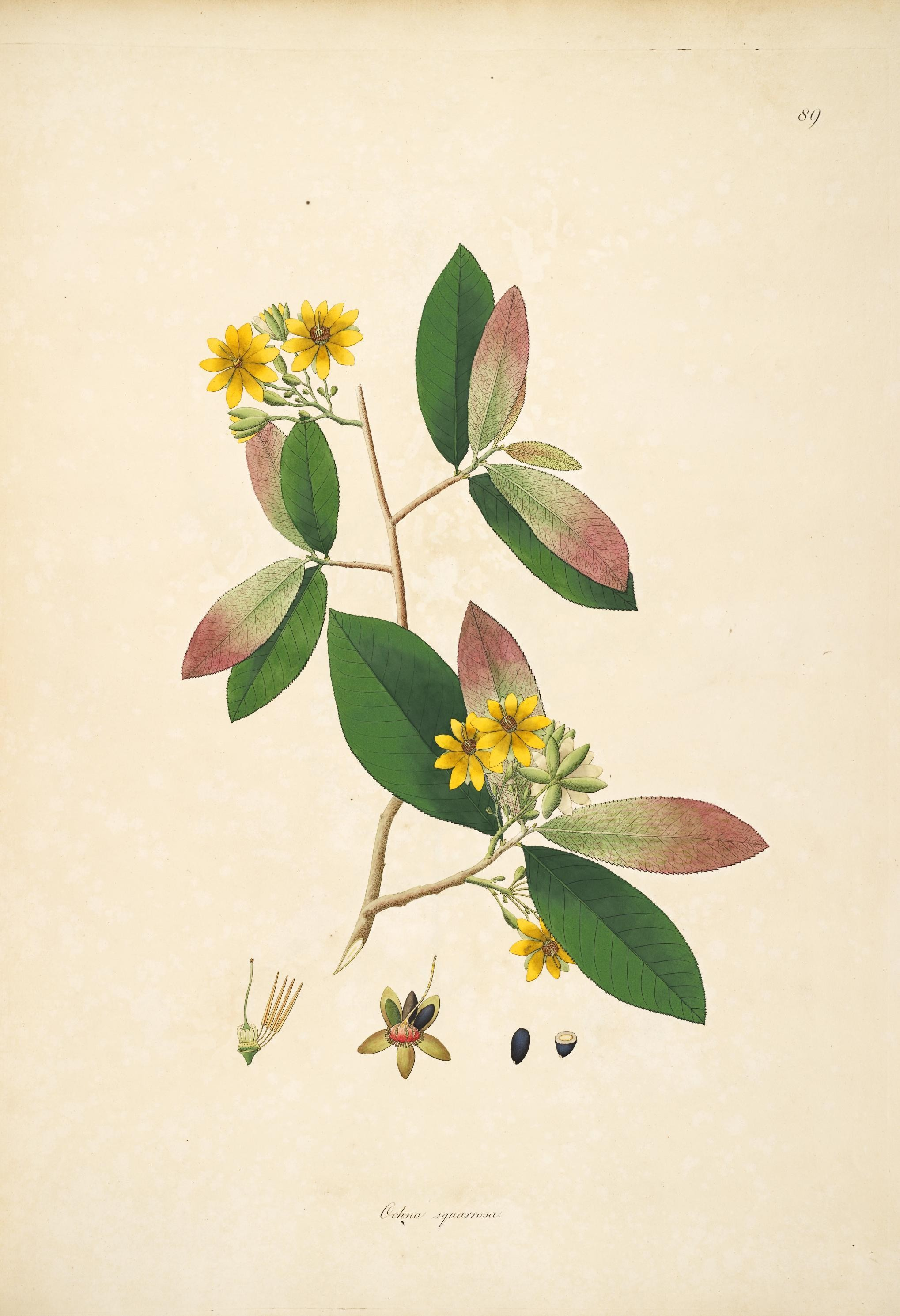
Ochna jabotapita. Ботаническая иллюстрация из первого тома работы Уильяма Роксбера Plants of the coast of Coromandel (1795). Иллюстрация подписана как Ochna squarrosa, сейчас это название входит в синонимику вида Ochna jabotapita

По информации базы данных Plants of the World Online (по состоянию на начало 2023 года), род включает 79 видов:
- Ochna afzelii R.Br. ex Oliv.
- Ochna afzelioides N.Robson
- Ochna andravinensis Baill. — Охна андравиненская[7]
- Ochna angustata N.Robson
- Ochna apetala Verdc.
- Ochna arborea Burch. ex DC.
- Ochna atropurpurea DC. — Охна тёмно-пурпурная[8]
- Ochna bakeriana Kuntze
- Ochna barbertonensis T.Shah
- Ochna barbosae N.Robson
- Ochna baronii (Tiegh.) Callm. & Phillipson
- Ochna beirensis N.Robson
- Ochna boiviniana Baill.
- Ochna bracteosa Robyns & Lawalrée
- Ochna braunii Sleumer
- Ochna calodendron Gilg & Mildbr.
- Ochna ciliata Lam.
- Ochna cinnabarina Engl. & Gilg
- Ochna citrina Gilg
- Ochna comorensis Baill.
- Ochna confusa Burtt Davy & Greenway
- Ochna cyanophylla N.Robson
- Ochna dolicharthros F.M.Crawford & I.Darbysh.
- Ochna gamblei King ex Brandis
- Ochna gambleoides N.Robson
- Ochna gamostigmata Du Toit
- Ochna glauca I.Verd.
- Ochna hackarsii Robyns & Lawalrée
- Ochna hiernii (Tiegh.) Exell
- Ochna holstii Engl.
- Ochna holtzii Gilg
- Ochna humblotiana Baill.
- Ochna inermis (Forssk.) Schweinf.
- Ochna insculpta Sleumer
- Ochna integerrima (Lour.) Merr. — Охна цельнолистная[9] (syn. Ochna harmandii (Tiegh.) Lecomte) — Охна Гарманда[9])
- Ochna jabotapita L. typus[1]; вид, распространённый в Бангладеш, Индии, Мьянме, на Шри Ланке
- Ochna katangensis De Wild.
- Ochna kirkii Oliv.
- Ochna lanceolata Spreng.
- Ochna latisepala (Tiegh.) Bamps
- Ochna leptoclada Oliv.
- Ochna leucophloeos Hochst. ex A.Rich.
- Ochna louvelii (H.Perrier) Callm. & Phillipson
- Ochna macrantha Baker
- Ochna macrocalyx Oliv.
- Ochna madagascariensis DC.
- Ochna maguirei K.Balkwill
- Ochna manikensis De Wild.
- Ochna mauritiana Lam.
- Ochna membranacea Oliv.
- Ochna micrantha Schweinf. & Gilg
- Ochna monantha Gilg
- Ochna multiflora DC. — Охна многоцветковая; дерево с цветками золотисто-жёлтыми цвета, культивируется во многих странах как садовое или оранжерейное растение[2]
- Ochna natalitia (Meisn.) Walp.
- Ochna obtusata DC.
- Ochna ovata F.Hoffm.
- Ochna oxyphylla N.Robson
- Ochna pervilleana Baill.
- Ochna polyarthra Verdc.
- Ochna polycarpa Baker
- Ochna polyneura Gilg
- Ochna pretoriensis E.Phillips
- Ochna pseudoprocera Sleumer
- Ochna puberula N.Robson
- Ochna pulchra Hook. — Охна красивая; листопадное дерево из Южной Африки с характерной красноватой молодой листвой, золотисто-жёлтыми цветками и красными или чёрными плодами[4]
- Ochna pumila Buch.-Ham. ex DC.
- Ochna pygmaea Hiern
- Ochna rhizomatosa (Tiegh.) Keay
- Ochna richardsiae N.Robson
- Ochna rovumensis Gilg
- Ochna sambiranensis Callm. & Phillipson
- Ochna schliebenii Sleumer
- Ochna schweinfurthiana F.Hoffm.
- Ochna serrulata (Hochst.) Walp. — Охна мелкопильчатая; кустарник из Южной Африки с жёлтыми цветками и красными или чёрными плодами[4]
- Ochna staudtii Gilg
- Ochna stolzii Gilg
- Ochna thomasiana Engl. & Gilg
- Ochna thouvenotii (H.Perrier) Callm. & Phillipson
- Ochna vaccinioides Baker